# Comic Bakery
Comic Bakery is een computerspel dat werd ontwikkeld Konami. Het spel werd in 1984 uitgebracht voor de MSX-computer en de Commodore 64. De bedoeling is om zo veel mogelijk brood te bakken binnen een bepaalde tijd. De speler wordt hierbij gehinderd door wasberen die brood proberen op te eten en machines proberen uitzetten. Als er genoeg brood gebakken is wordt deze opgehaald door een vrachtauto. 

## Platforms
| Jaar | Platform     |
| ---- | ------------ |
| 1984 | MSX, Arcade  |
| 1988 | Commodore 64 |

Het spel werd wel aangekondigd op de Amstrad CPC en de ZX Spectrum maar het kwam nimmer tot een release.